# Cycas flabellata
Cycas flabellata — вид саговників, ендемік Мінданао, Філіппіни.